# Lacinipolia laudabilis
Lacinipolia laudabilis är en fjärilsart som beskrevs av Achille Guenée 1852. Lacinipolia laudabilis ingår i släktet Lacinipolia och familjen nattflyn. Inga underarter finns listade i Catalogue of Life.